# Tassellatura

Confronto del rapporto area-perimetro tra triangolo equilatero, quadrato ed esagono regolare. L'esagono suddivide il piano con il minimo perimetro impiegato per porzione di superficie coperta

In geometria piana, si dicono tassellature (talvolta tassellazioni o pavimentazioni) i modi di ricoprire il piano con una o più figure geometriche ripetute all'infinito senza sovrapposizioni.
Tali figure geometriche, dette appunto "tasselli", sono spesso poligoni, regolari o no, ma possono anche avere lati curvilinei, o non avere alcun vertice. L'unica condizione che solitamente si pone è che siano connessi (ovvero che siano un pezzo unico e non abbiano buchi).
In matematica sono state molto studiate anche le tassellazioni dello spazio, dove i tasselli sono solidi.

## Tassellature regolari
Si dicono regolari (o periodiche) quelle tassellature che rispettano la seguente regola: esistono due traslazioni indipendenti che mandano la tassellatura in sé stessa (con "indipendenti" si intende che le due traslazioni non devono avere la stessa direzione).
Tale condizione viene solitamente detta regola del parallelogramma perché se chiamiamo {\displaystyle v_{1}} e {\displaystyle v_{2}} i vettori associati alle due più piccole traslazioni che mandano la tassellatura in sé ci accorgiamo che il parallelogramma avente come lati {\displaystyle v_{1}} e {\displaystyle v_{2}} (e che viene detto parallelogramma di base) genera la tassellatura mediante le due traslazioni (in altre parole, possiamo ridisegnare tutta la tassellatura replicando il parallelogramma di base e senza mai doverlo ruotare o "rovesciare").
Sebbene tale condizione possa sembrare molto restrittiva, è rispettata da quasi tutte le pavimentazioni a cui si possa pensare. Il motivo per cui risulta utile è che permette di confrontare tra di loro tassellature all'apparenza totalmente diverse.

### Disegno minimo e classificazione delle tassellature regolari
La sagoma del parallelogramma di base non è però il modo più completo per classificare le tassellature regolari; conoscere le misure dei suoi angoli e dei suoi lati infatti non ci permette di stabilire con certezza le caratteristiche geometriche della nostra tassellatura: potrebbe accadere che ci sia una porzione di piano più piccola del parallelogramma (più precisamente, una proporzione del parallelogramma) con la quale sia possibile ricostruire tutta la tassellatura (non più con sole traslazioni, ma utilizzando anche altre isometrie): il disegno minimo. Diremo quindi che due tassellature appartengono alla stessa classe se:

Una semplice tassellatura, il suo parallelogramma di base e il suo disegno minimo.

- i rispettivi disegni minimi hanno la stessa sagoma
- le trasformazioni che bisogna applicare ai disegni minimi per ottenere ognuna delle due tassellature sono le stesse

Ad esempio, nell'immagine a fianco vediamo una tassellatura con accanto il suo parallelogramma di base (un quadrato) e il suo disegno minimo (un triangolo rettangolo). La tassellatura si può ottenere traslando il quadrato, ma anche traslando e riflettendo il solo triangolo rettangolo. Invece non esiste nessuna porzione di piano più piccola del triangolo con cui si possa ricreare tutta la tassellatura.
Si dimostra che le classi di tassellature regolari sono esattamente 17. Per catalogare una qualsiasi tassellazione è sufficiente conoscere le trasformazioni necessarie per generarla a partire dal disegno minimo, come schematizzato nella seguente tabella:

Un esempio di tassellatura della classe p2, il suo parallelogramma di base e il suo disegno minimo.

| NO: p1 | SÌ: pg |

| NO: p2 | SÌ: pgg |

| NO: pm | SÌ: cm |

| NO: cmm | SÌ: pmm |

| NO: p3m1 | SÌ: p31m |

### Tassellature regolari con poligoni regolari
Esiste una grandissima varietà di tassellature regolari aventi come tasselli dei poligoni regolari. Si dimostra però che ne esistono solo 11 che rispettano le seguenti due condizioni:
- Condizione di non scorrimento: ogni lato di un poligono combacia con uno e un solo lato di un altro poligono
- Condizione dei vertici identici: un qualsiasi vertice della tassellatura può essere sovrapposto a un qualunque altro mediante isometrie

Questa tassellatura non rispetta la condizione di non scorrimento.
Questa tassellatura non rispetta la condizione dei vertici identici.

Quando diciamo che ne esistono esattamente 11, non ci riferiamo più alle classi, ma proprio alla forma degli spigoli: stiamo dicendo che date 12 tali tassellature ce ne saranno sempre almeno 2 tali che, scalandone e colorandone opportunamente una, essa diventi identica all'altra.
In particolare, è piuttosto facile osservare che se imponiamo l'utilizzo di un solo poligono regolare per tutta la tassellatura, abbiamo 3 configurazioni possibili; infatti la misura degli angoli del tassello dovrà essere un divisore intero di 360, e quindi andranno bene solo il triangolo equilatero ({\displaystyle 60^{\circ }}), il quadrato ({\displaystyle 90^{\circ }}) e l'esagono regolare ({\displaystyle 120^{\circ }}):

Tasselli triangolari
Tasselli quadrati
Tasselli esagonali

Con due o più poligoni regolari abbiamo invece le seguenti configurazioni (sotto ogni immagine sta la descrizione dei vertici, che - ricordiamo - sono tutti uguali: ogni numero indica il tipo di poligono adiacente, girando in senso orario):

(3,3,3,3,6)
(3,3,3,4,4)
(3,3,4,3,4)
(3,4,6,4)
(3,6,3,6)
(3,12,12)
(4,6,12)
(4,8,8)

## Tassellature non regolari

Tassellatura con singolo tassello di Smith

Come già detto, molte delle tassellature a cui viene da pensare sono regolari. Altre tassellature, pur non essendo regolari, vengono mandate in sé stesse da particolari traslazioni (è il caso ad esempio di tassellature composte da bande di lunghezza infinita una accanto all'altra che siano ricoperte ognuna da una stessa tassellatura regolare ma disposte sfalsate tra di loro).
È possibile però realizzare, ed è un risultato a cui i matematici sono arrivati in tempi relativamente recenti, anche tassellature aperiodiche, ovvero tali che nessuna traslazione le mandi in sé. È il caso ad esempio dei domino di Wang, delle piastrelle di Robinson, basate su sei forme, e della famosa tassellatura di Penrose, basata su due forme, scoperta nel 1974. Nel 2023, David Smith, un matematico non professionista avrebbe scoperto una serie di tasselli in grado di tassellare il piano in modo aperiodico con un'unica forma, il cosiddetto "tassello einstein" (dal tedesco ein Stein, una pietra, un tassello, e non dal nome del celebre fisico).

## Connessione e semplice connessione dei tasselli
Abbiamo visto che l'unico requisito richiesto a una forma geometrica per essere un "buon" tassello è essere connessa, anzi semplicemente connessa. Il motivo è semplice: supporre che un tassello non abbia tale caratteristica non aumenta sostanzialmente le possibili configurazioni, quindi non è geometricamente interessante.
Infatti se un tassello non sarà connesso sarà diviso in due parti, che potranno essere considerate come due tasselli separati.
Se un tassello invece è un pezzo unico ma presenta un buco dovrà essere riempito con uno o più tasselli, ma questo riempimento diventa un problema completamente indipendente dalla tassellatura intorno.

## Le tassellature nell'arte
Le tassellature nell'arte figurativa, astratta e nell'architettura sono da sempre un modo di unire estetica, eleganza e semplicità, e sono state utilizzate in miriadi di contesti; riportiamo alcuni esempi significativi:

### Architettura

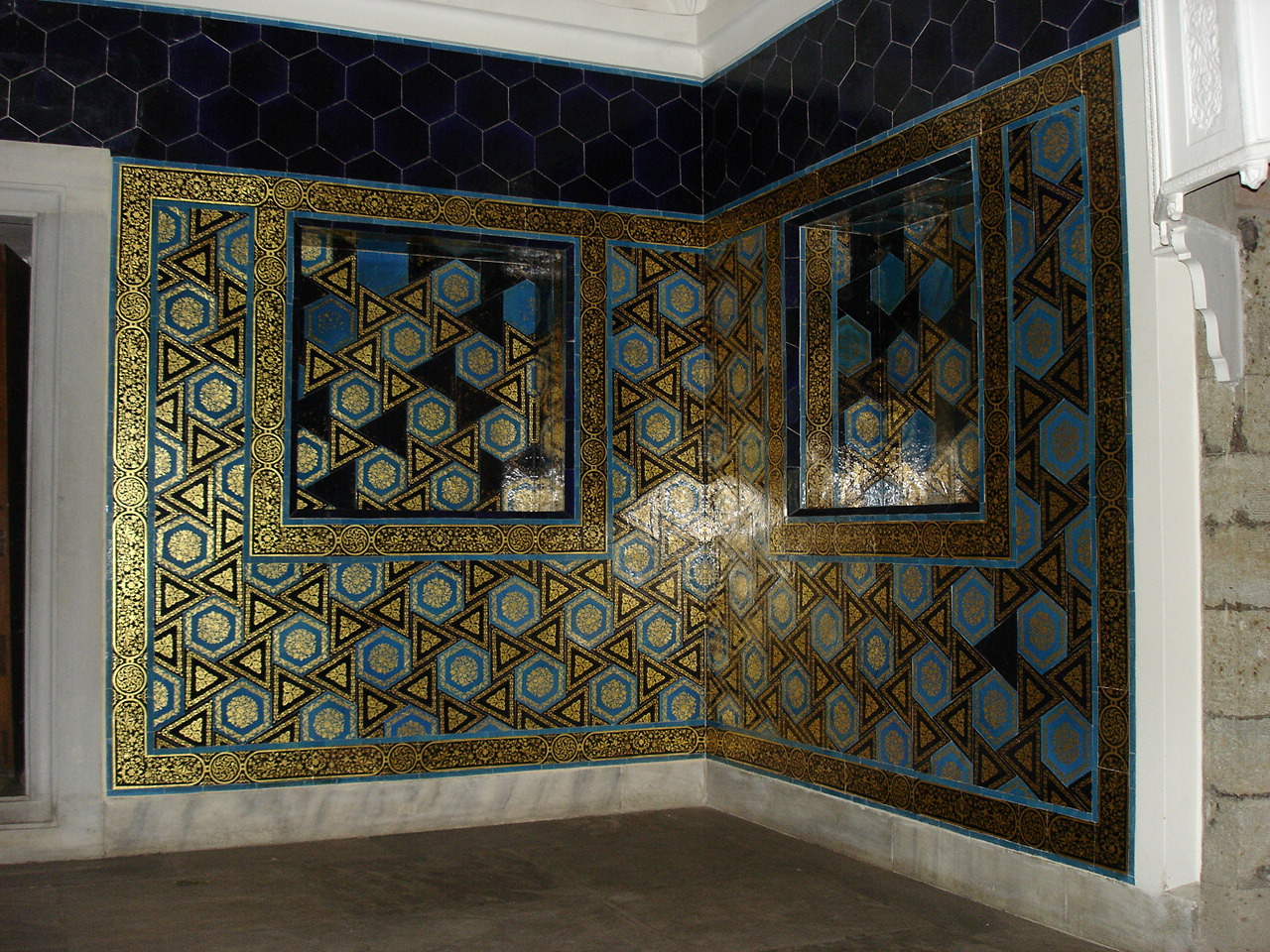
Tassellature nel Museo Archeologico di Istanbul

Non è un caso che le tassellature vengano chiamate anche pavimentazioni: in effetti ogni possibile modo di coprire un pavimento con delle mattonelle di forma data non è altro che una tassellatura. È per questo che le tassellature sono necessariamente presenti in grandissima parte degli edifici realizzati nel corso della storia. In particolare tassellature colorate sono state spesso viste come un espediente per vivacizzare un pavimento, o una parete.

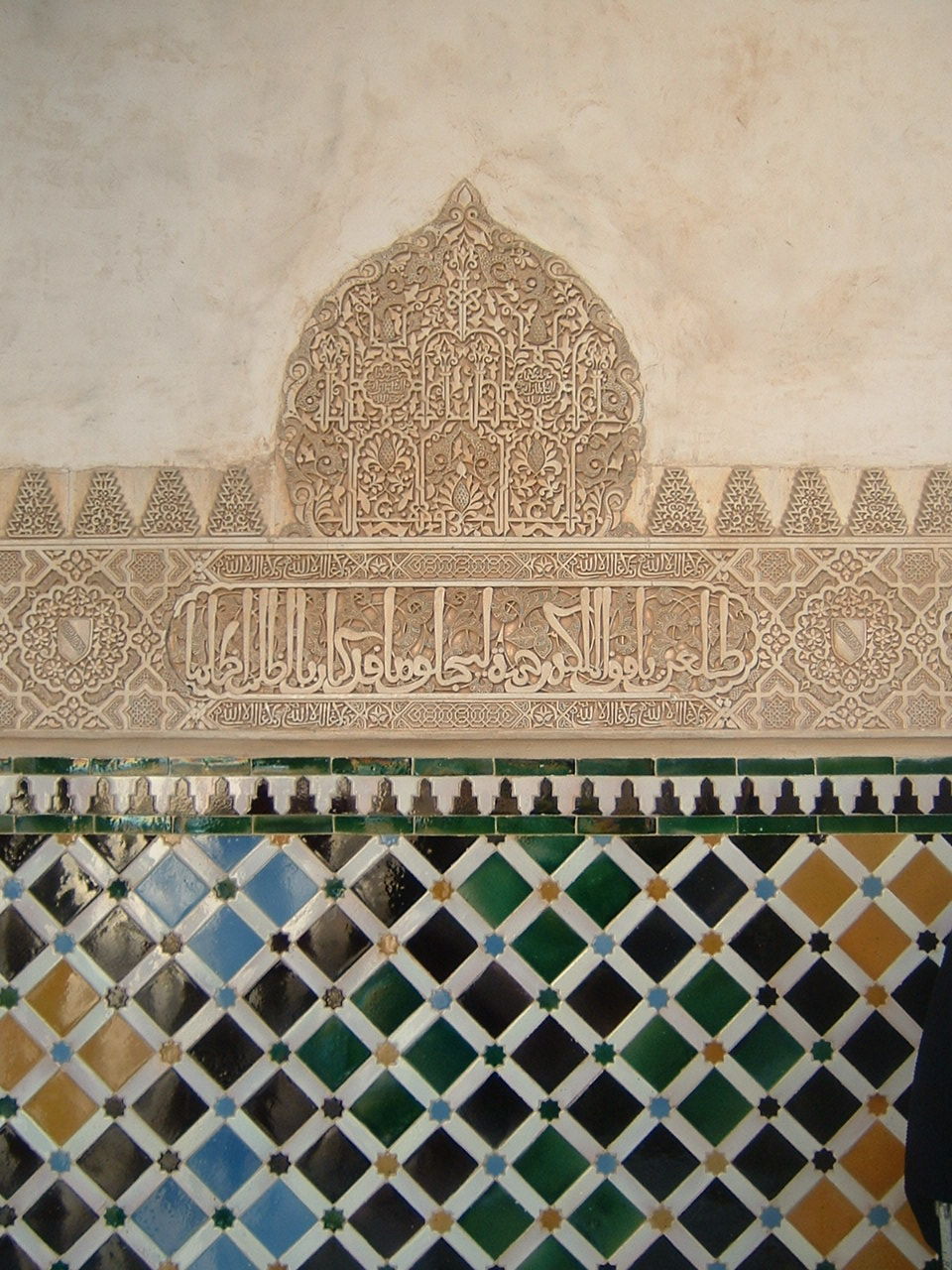
Tassellature a l'Alhambra

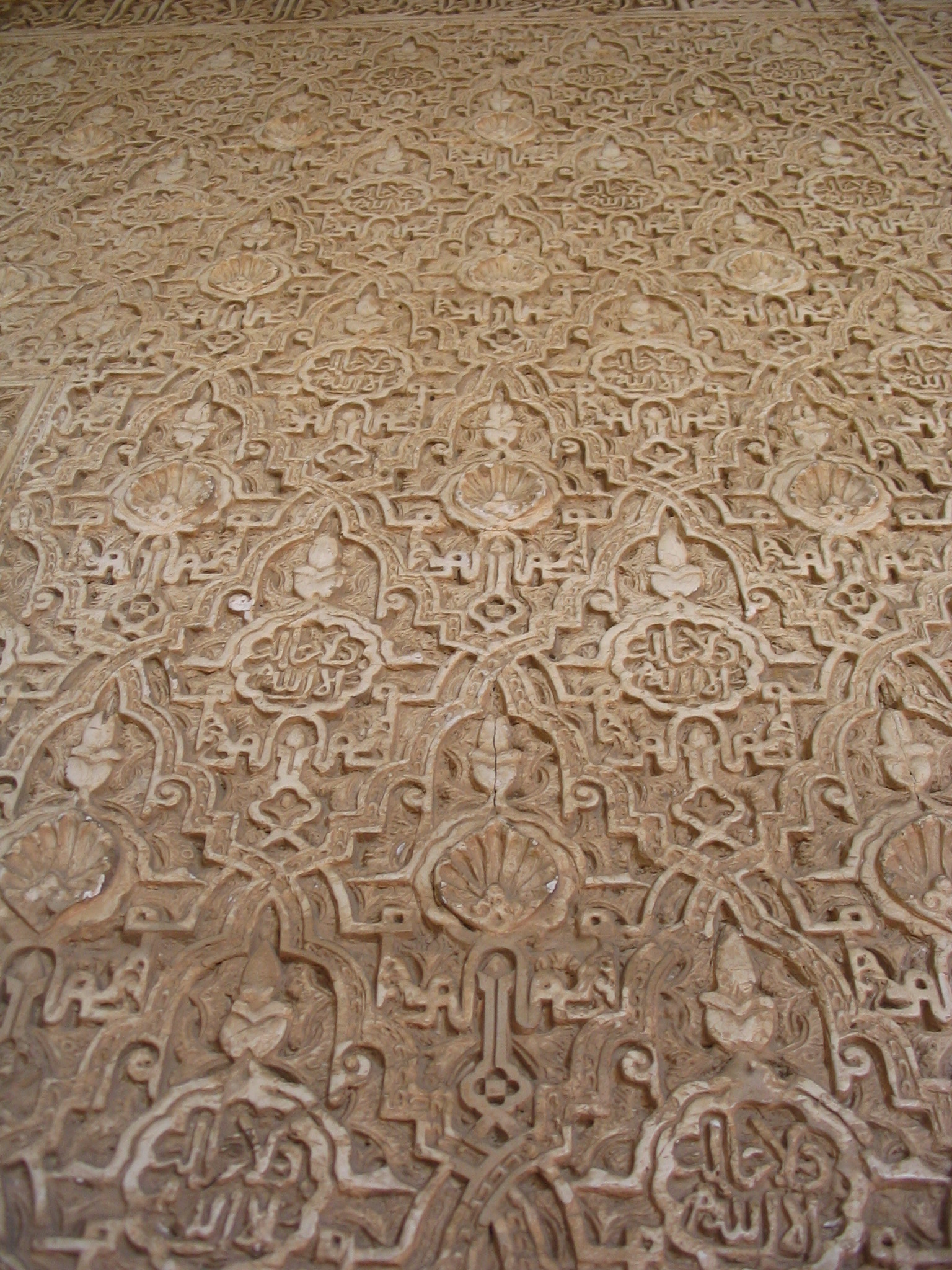
Tassellature a l'Alhambra

Famosissime sono le tassellature che ricoprono molte pareti del complesso de l'Alhambra, a Granada, frutto dell'arte e dei gusti arabi della dinastia nasride: gli arabi sono sempre stati grandi studiosi di matematica e geometria, e tali conoscenze pervadono anche la loro arte, tanto che è tuttora comunemente usato, per indicare motivi decorativi geometrici, il termine arabesco.

### Arte figurativa
Moltissime delle opere dell'artista olandese Maurits Cornelis Escher sono tassellature, i cui tasselli rappresentano solitamente pesci, uccelli, cavalli, pipistrelli, ma anche figure antropomorfe. Escher non solo dedicò moltissima attenzione alla realizzazione di tasselli che assomigliassero effettivamente agli animali che desiderava rappresentare, ma anche allo studio matematico e alla catalogazione delle tassellature, confrontandosi anche con matematici del suo tempo.
Dal punto di vista matematico le sue opere più ardite sono probabilmente quelle in cui raffigura tassellature disposte non su un ordinario piano euclideo ma trasferendo sul piano geometrie non euclidee. Sebbene queste non siano formalmente delle tassellature (dato che i tasselli non vengono solo ripetuti ma anche scalati), il ragionamento geometrico di base è lo stesso, adattato al modello di geometria non euclidea scelto. Ad esempio, nella famosa serie Limite del cerchio si può riconoscere i postulati del piano iperbolico studiato da Henri Poincaré.
Notevole è anche la serie Metamorphosis, in cui Escher concatena in una lunga striscia diverse tassellature alternate ad altri motivi geometrici o disegnati a mano libera, dando così anche l'idea che le semplici regole geometriche alla base delle tassellature siano presenti ovunque e alla base della natura stessa.

## Le tassellature in natura
Molti materiali, sia naturali che artificiali, sono caratterizzati da una struttura microscopica che si ripete sempre più o meno uguale (fino alla regolarità estrema dei cristalli).
Ci sono svariati casi in cui è però possibile trovare tassellature di una regolarità talvolta sorprendente anche di dimensioni macroscopiche e quindi visibili a occhio nudo:

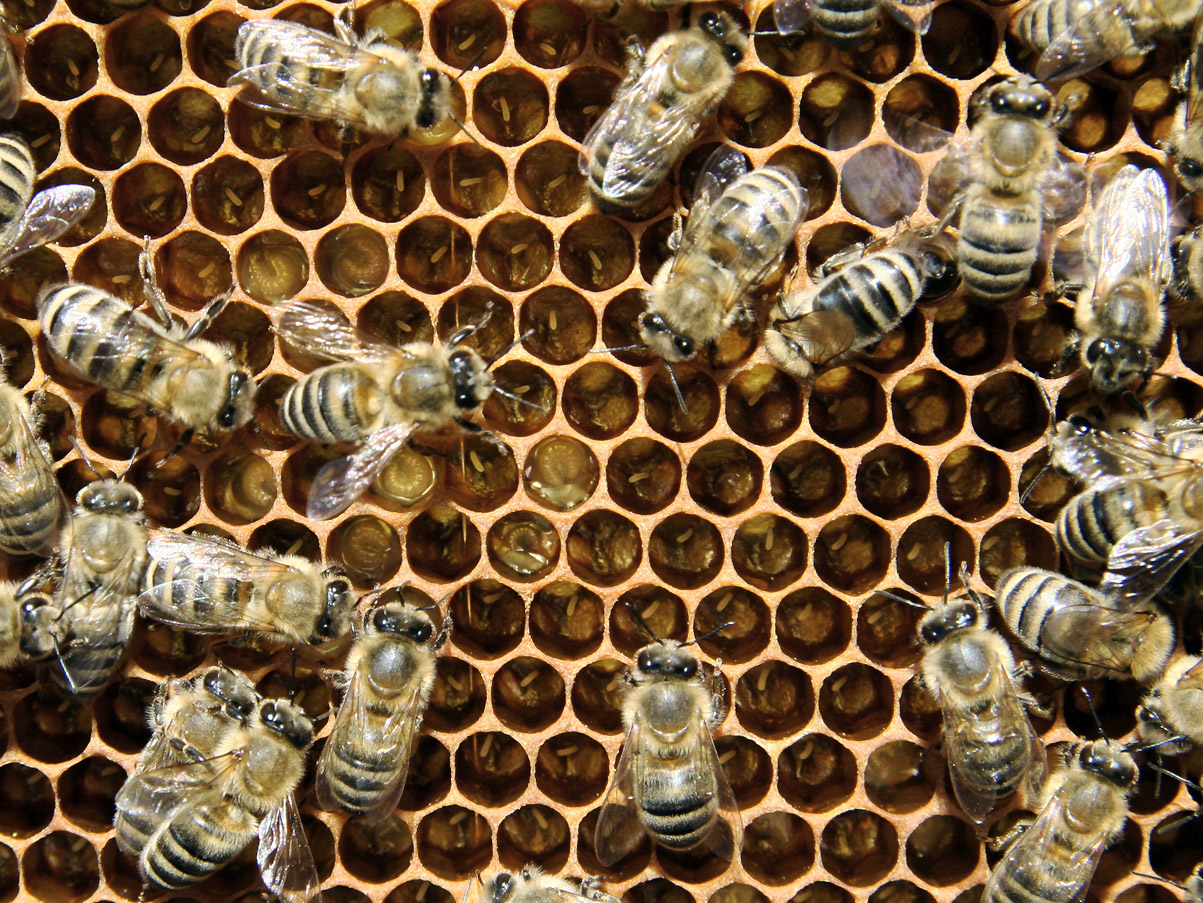
Le cellette esagonali di un'arnia di api formano una tassellatura della classe p6
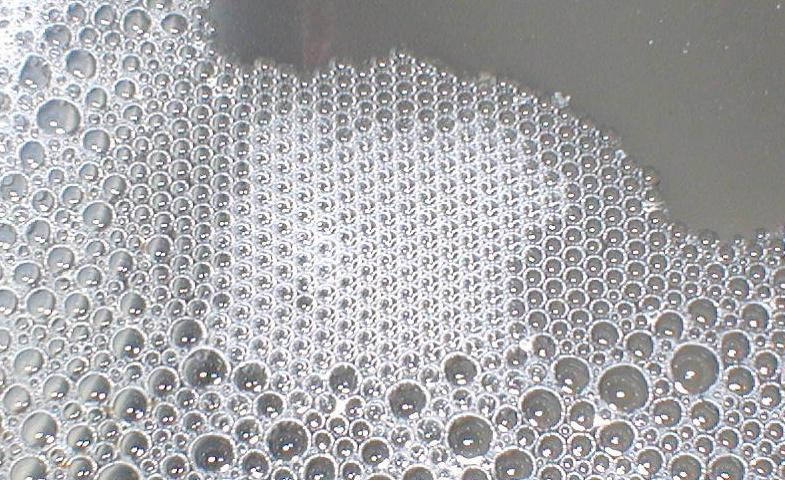
La stessa configurazione si incontra nella disposizione piana di bollicine di sapone.
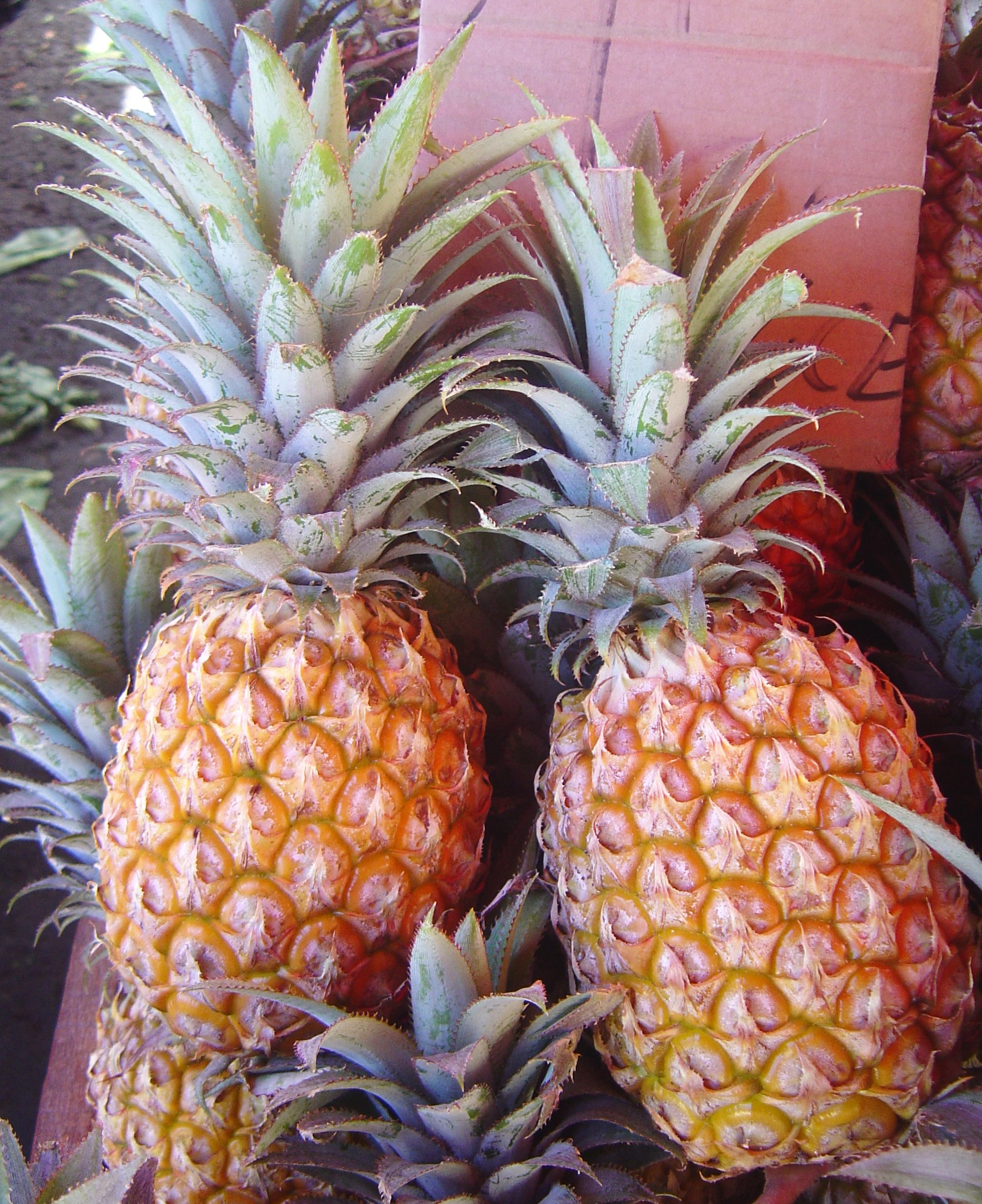
La buccia di un'ananas è composta sempre da esagoni, ma meno regolari: classe cm.
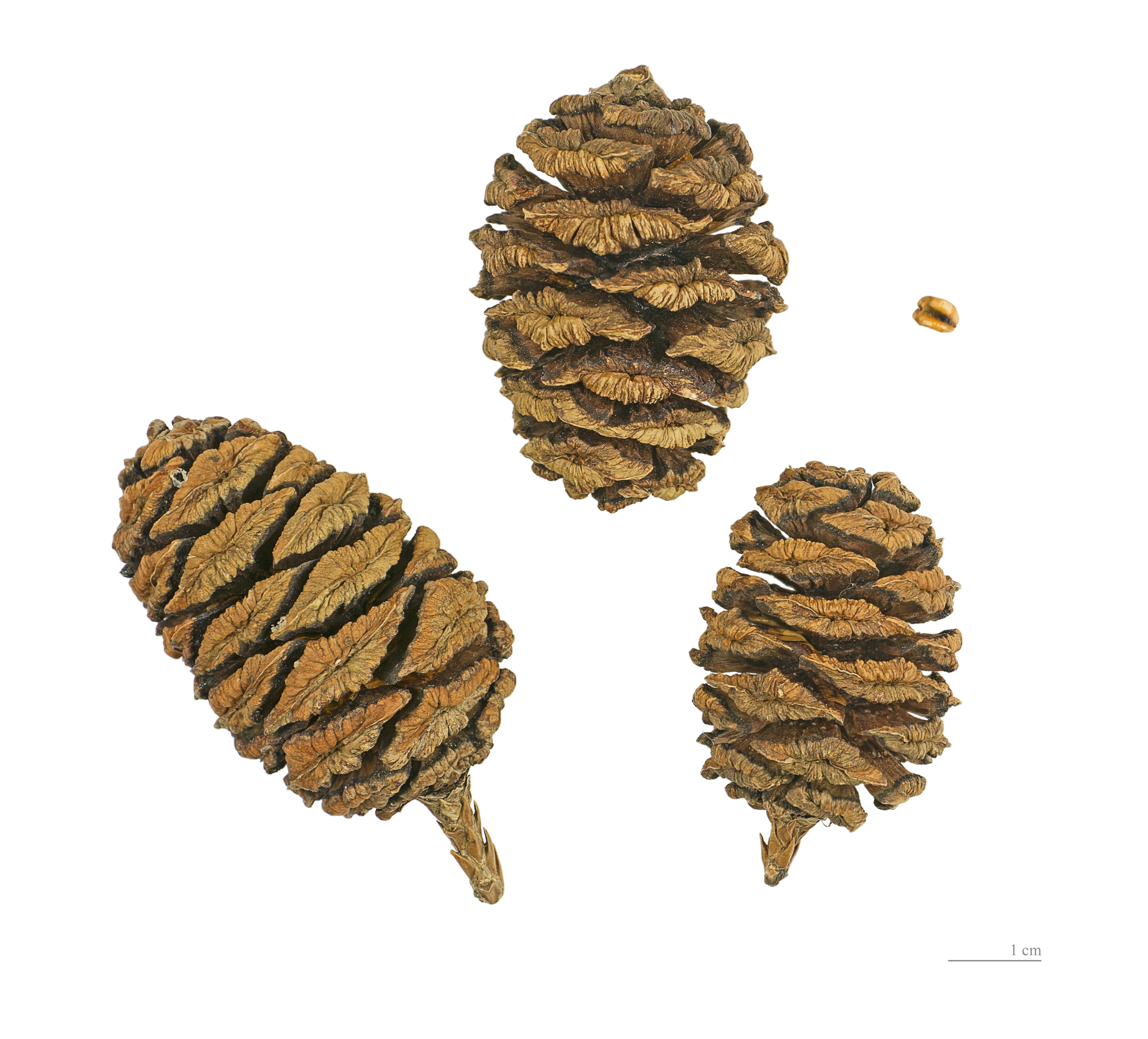
Una pigna di Sequoia, dalle brattee asimmetriche, fornisce invece un esempio di tassellatura p0.

## La tassellatura nella computer grafica
Nella computer grafica, in particolar modo nel rendering di ambienti 3D, questa tecnica permette di suddividere ulteriormente i poligoni, i quali grazie ad una displacement mapping o mappatura spostamenti potranno creare una forma tridimensionale più dettagliata.
Con la tassellazione dinamica si ha una diversa incisione di questo effetto, il quale sarà più marcato per oggetti vicini, mentre sarà ridotto per oggetti distanti, evitando così un inutile spreco di risorse.